# 3 Bảo Lộc
Phường 3 Bảo Lộc là một phường thuộc tỉnh Lâm Đồng, Việt Nam.

## Lịch sử
Phường 3 Bảo Lộc được thành lập ngày 16 tháng 6 năm 2025 theo Nghị quyết số 1656/NQ-UBTVQH15 của Ủy ban Thường vụ Quốc hội  trên cơ sở sáp nhập  toàn bộ diện tích tự nhiên, quy mô dân số của phường Lộc Tiến, xã Lộc Châu và xã Đại Lào, thành phố Bảo Lộc. Phường này chính thức hoạt động từ ngày 01 tháng 7 năm 2025. Trụ sở hành chính đặt tại phường Lộc Tiến và xã Lộc Châu cũ. 

## Địa lý
Phường 3 Bảo Lộc có vị trí địa lý:
- Phía Bắc giáp phường 2 Bảo Lộc
- Phía Đông Nam giáp xã Bảo Lâm 3
- Phía Đông giáp phường B'Lao
- Phía Tây giáp xã Đạ Huoai 2

Phường có diện tích 108,98 km², dân số năm 2025 là 54.445 người, mật độ dân số đạt 500 người/km².